# Gare de Villersexel
La gare de Villersexel est une gare ferroviaire française de la ligne de Montbozon à Lure, située sur le territoire de la commune de Villersexel, dans le département de la Haute-Saône en région Bourgogne-Franche-Comté.
Elle est mise en service en 1896 par la Compagnie des chemins de fer de Paris à Lyon et à la Méditerranée et fermée au service des voyageurs par la Société nationale des chemins de fer français (SNCF) en 1940 puis au transport de marchandises en 1987.

## Situation ferroviaire
Elle est située au point kilométrique (PK) 468,167 de la ligne de Montbozon à Lure, entre les gares de Gouhenans (La Saline) et d'Esprels.

## Histoire

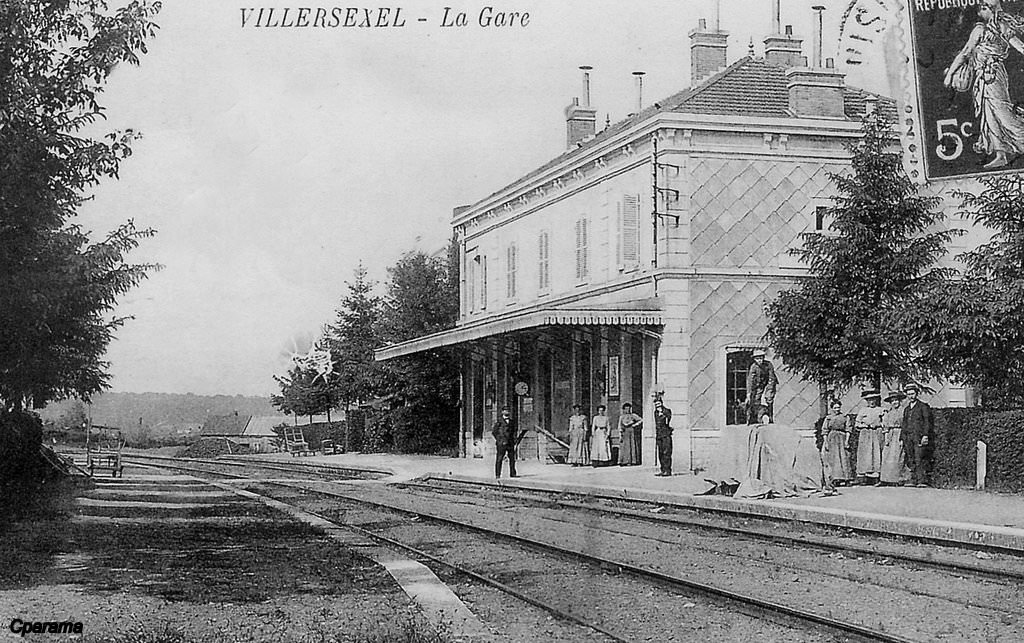
Le bâtiment voyageurs.

La gare de Villersexel est ouverte le 3 novembre 1896 par la Compagnie des chemins de fer de Paris à Lyon et à la Méditerranée, en même temps que la ligne de Montbozon à Lure.
Elle est fermée au trafic voyageurs en 29 mai 1940 et aux marchandises le 31 mai 1987,.
Vers 2009, la ligne est rouverte entre Lure et les abords de Villersexel pour la construction de la LGV Rhin-Rhône, nécessitant la construction d'un raccord de près de 6 km comportant une base-travaux près de la gare. Malgré des projets pour pérenniser cette ligne temporaire en y faisant rouler des TGV vers la Lorraine, les voies du raccord ont été déposées et remplacées par une route.

## Abandon
Au début du XXIe siècle, le site est envahi par la végétation et les bâtiments, laissés intacts, tombent progressivement en ruine.

## Galerie de photographies

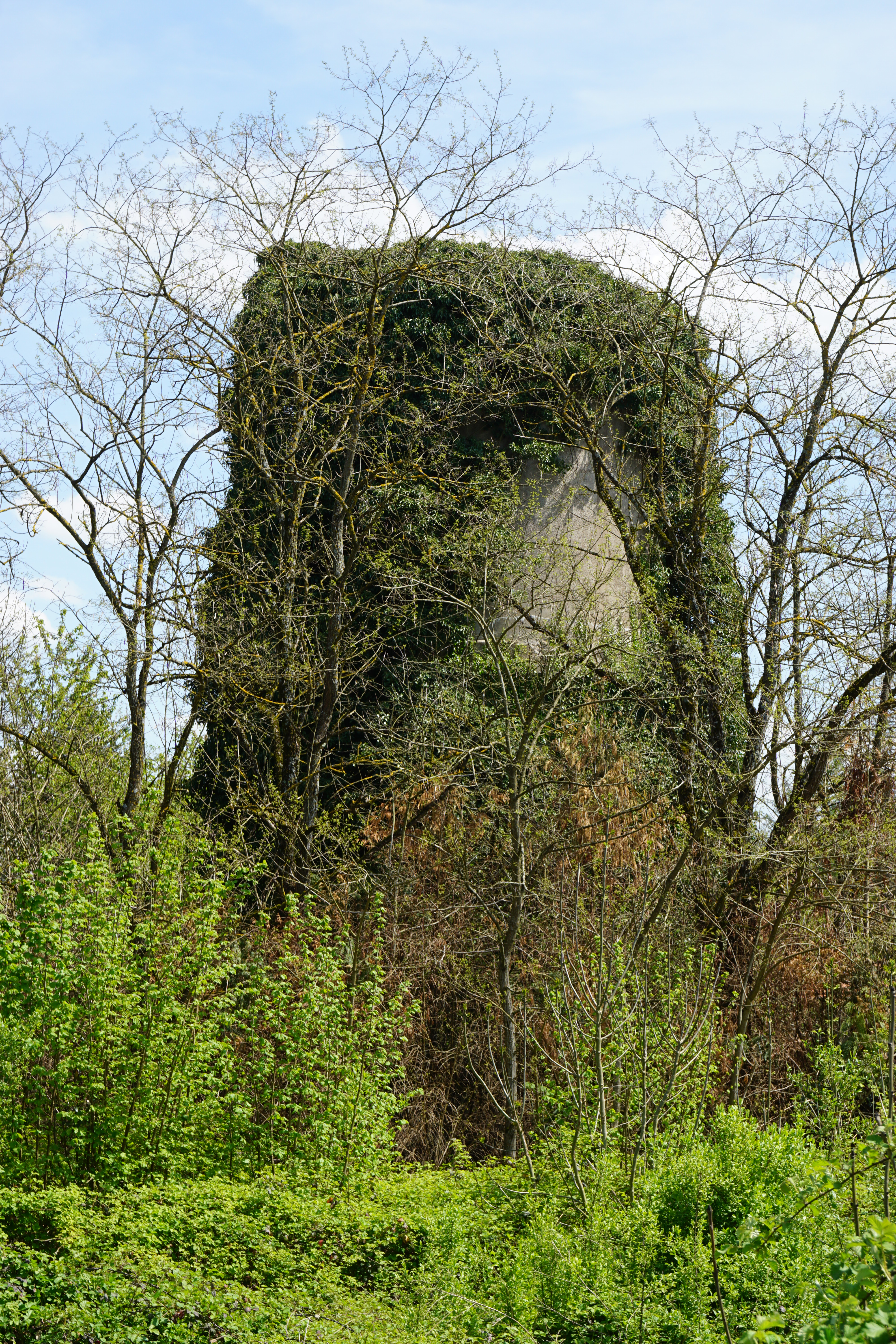
Château d'eau.
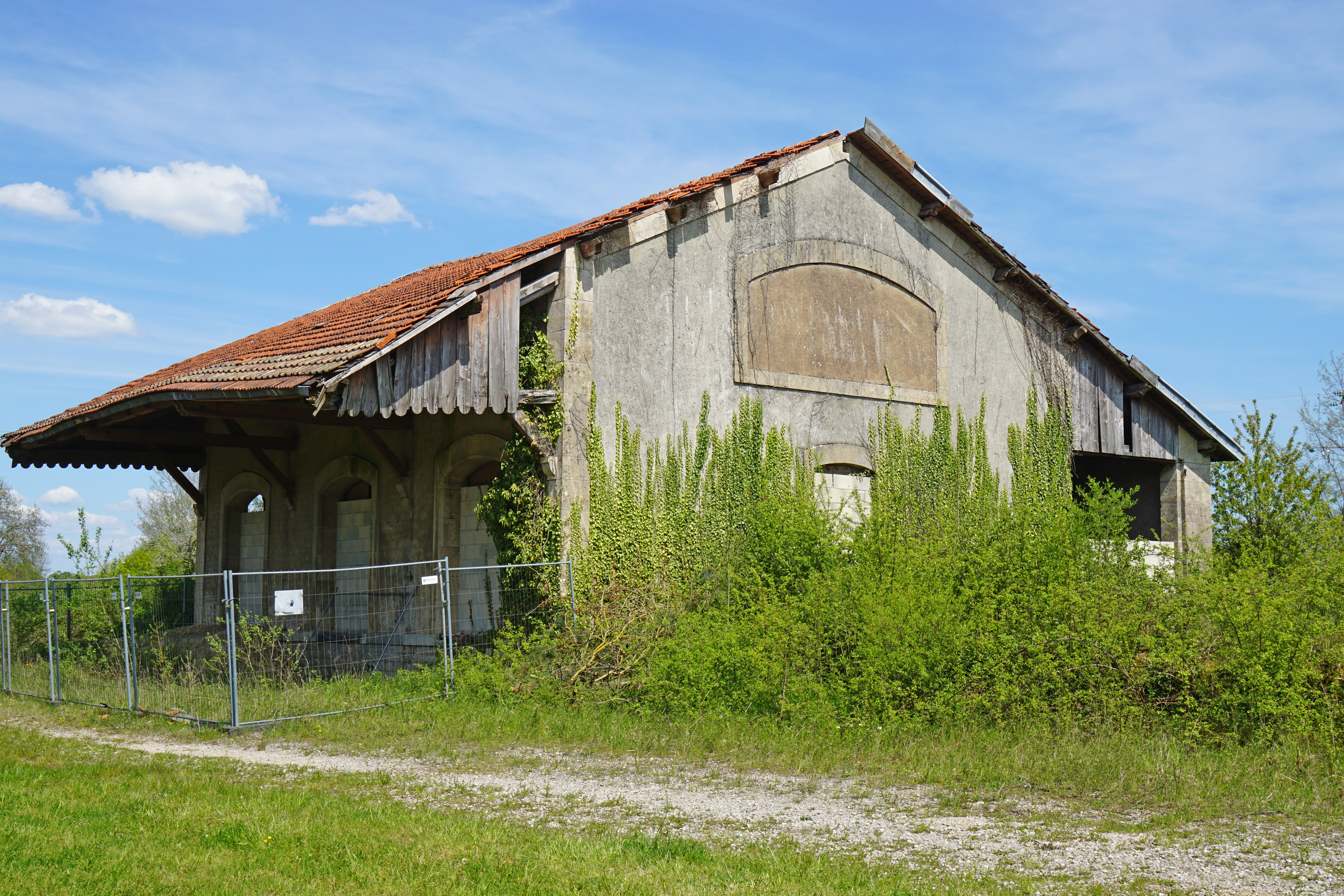
Hangar à marchandises.
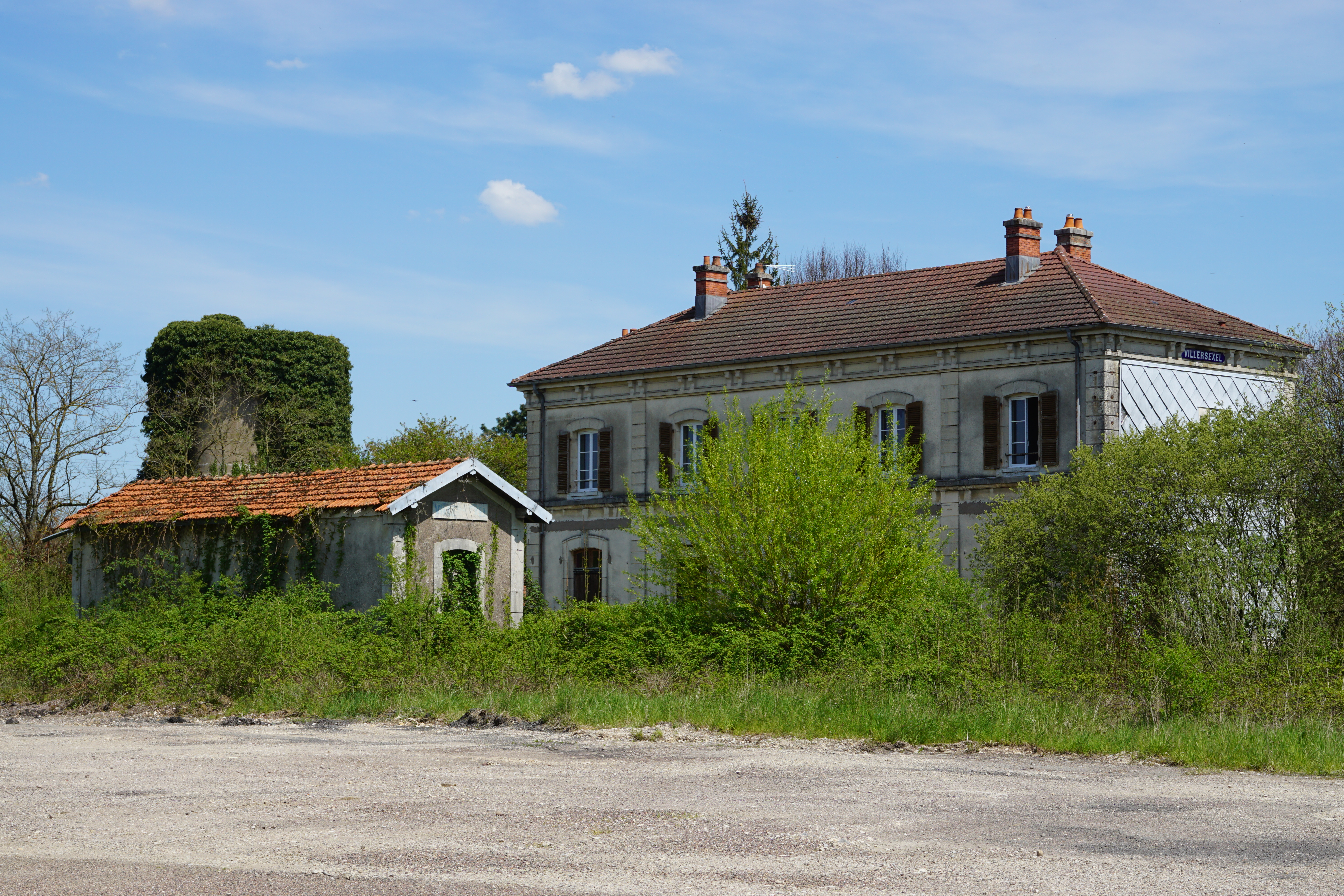
Vue générale.

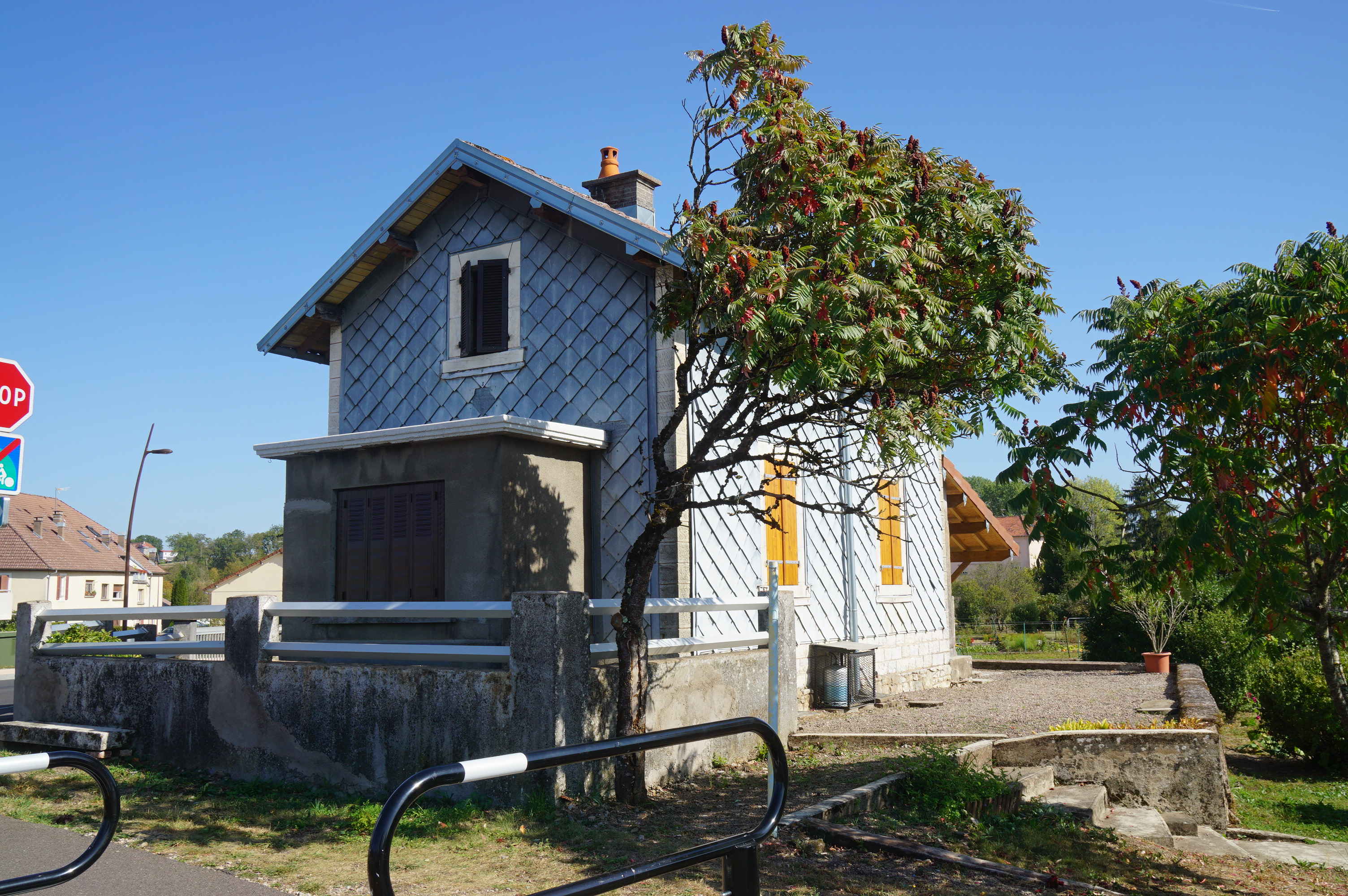
Maison de garde-barrière.
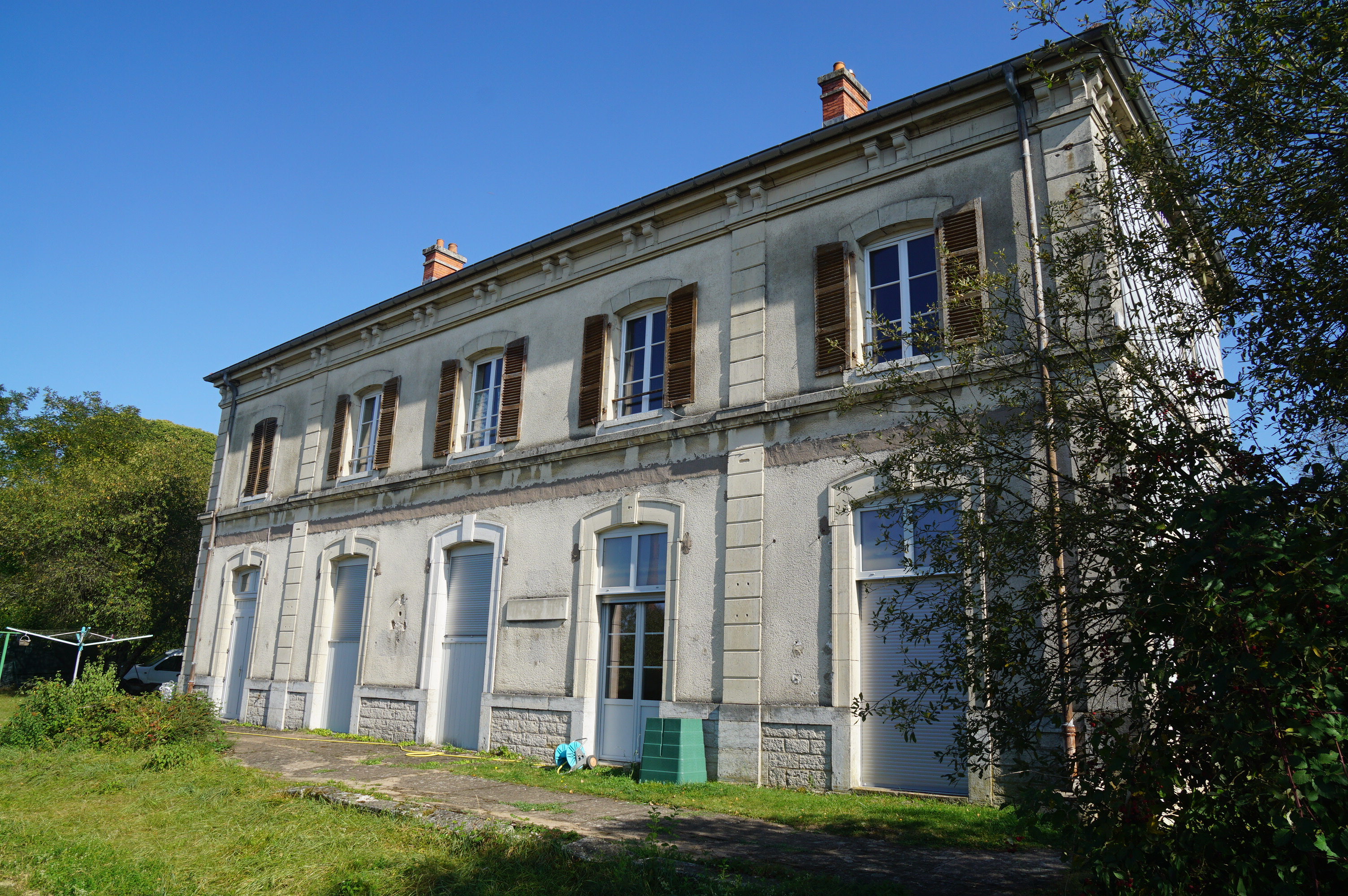
Bâtiment voyageurs.